# Кашгар
Кашга́р или Каши́ (кит. упр. 喀什, пиньинь Kāshí, уйг. قەشقەر / Қәшқәр‎) — городской уезд в городском округе Кашгар Синьцзян-Уйгурского автономного района КНР.

## География
Кашгария — это лёссовый оазис на крайнем западе Таримской впадины; он расположен в районе, где сходятся отроги Тянь-Шаня и Куньлуня, у подножия Памирских гор. К востоку от города — пустыня, к западу — высокогорье. Климат предельно сухой, число осадков за год не превышает 100 мм, и те приходятся на самые жаркие месяцы лета. Вода поступает из реки Кашгар и многочисленных колодцев.

### Климат
| Показатель                    | Янв.  | Фев. | Март | Апр. | Май  | Июнь | Июль | Авг. | Сен. | Окт. | Нояб. | Дек. | Год  |
| ----------------------------- | ----- | ---- | ---- | ---- | ---- | ---- | ---- | ---- | ---- | ---- | ----- | ---- | ---- |
| Средний суточный максимум, °C | 0,2   | 4,7  | 13,9 | 22,1 | 26,5 | 30,3 | 32,1 | 30,8 | 26,2 | 19,7 | 10,1  | 1,5  | 18,1 |
| Средняя температура, °C       | −5,6  | −1,2 | 7,7  | 15,5 | 19,9 | 23,6 | 25,7 | 24,4 | 19,4 | 12,3 | 3,7   | −3,9 | 11,7 |
| Средний суточный минимум, °C  | −10,7 | −6,5 | 1,6  | 8,6  | 12,8 | 16,0 | 18,6 | 17,4 | 12,0 | 4,7  | −1,9  | −8,1 | 5,3  |
| Норма осадков, мм             | 2     | 5    | 5    | 5    | 11   | 6    | 7    | 8    | 5    | 2    | 1     | 1    | 58   |
| Источник: World Climate       |       |      |      |      |      |      |      |      |      |      |       |      |      |

## История

### Древность
На протяжении веков Кашгар много раз переходил из рук в руки, подпадая под власть Китайских империй, Тюркского каганата, Персидской и Монгольских империй, тибетской теократии.
В I веке до н. э. Кашгар, в числе других государств региона, оказался в зоне интересов китайской империи Хань. Китайские дипломаты называли Кашгар /*sra  [r]ˤək/ (疏勒, современное чтение Шулэ), хотя со времён империи Тан было известно и местное название khjasrae (佉沙, искажённое «Кашгар», современное чтение Цюйша). Город располагался в 9350 ли от Чанъани. В нём проживало 1510 семей, 18 647 жителей, из них 2 000 воинов. Китайское посольство: 8 чиновников и 2 переводчика. Экономика: рынки, торговые пути в Среднюю Азию. Выращивали рис, просо, кунжут, пшеницу. Добывали железо, медь, олово, аурипигмент. К Кашгару были посланы 500 китайских солдат из Дуньхуана и контингенты чешисцев, карашарцев и кучанцев. Осада Кашгара была неудачной.
В I веке н. э. Кашгар вырос и насчитывал уже 21 000 семейств и 30 000 войска. В 73 году кучанцы поставили князем Кашгара Доути (兜题). Зимой того же года Бань Чао поставил князем карашарца Чжуна (忠), но тот взбунтовался и был обезглавлен. В 116 год князем стал ставленник юэчжей Чэньпань (臣磐). Вскоре он стал верно служить Хань. В 168 году он был убит на охоте своим родственником Хэдэ (和得). В 170 году 30 500 ханьских и союзных воинов осаждали Кашгар дабы отомстить за убийство Чэнпаня, но не смогли взять его. Впоследствии китайцы занялись своими внутренними делами, а в Кашгаре князья стали часто меняться из-за убийств и переворотов. Князья носили корону с изображением льва. Впоследствии стали данниками Тюркского каганата.
В 465 году кашгарцы прислали ко двору Тоба Цзюаня (крупного покровителя буддизма) «ризу Шакьямуни» — якобы монашескую одежду в 20 локтей, принадлежавшую Будде.
Из летописей империи Тан известно, что в Кашгаре был обычай деформировать черепа младенцам мужского пола. Жители высоки ростом и светлоглазы. Правит рад Пай (裴). В начале VII века князем был Пай Амочжи, женатый на дочери тюркского кагана. Поклоняются духу по имени «Сянь» (祅, искаженное Ормазд). С другой стороны, распространён буддизм. Пользуются индийским письмом.
С 635 года были установлены дипломатические отношения с империей Тан. В 676—678 году Кашгар был ненадолго завоёван Тибетской империей. В 728 году ван Аньдин (安定) был утверждён на троне приказом императора Сюань-цзуна.

### Средние века

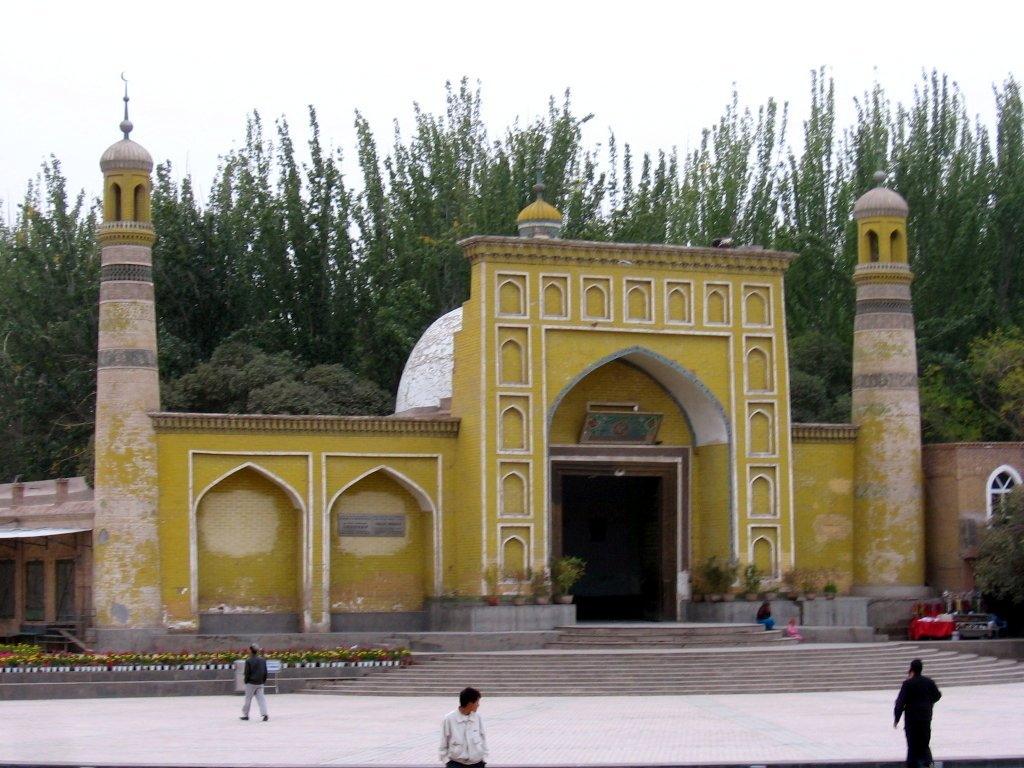
Мечеть Ид Ках

В Средние века Кашгар был важнейшим торговым пунктом на Великом шёлковом пути, откуда шли караваны на запад (в Ферганскую долину), юг (Джамму и Кашмир) и север (Урумчи и Турфан). До II в. до н. э. оазисом владели юэчжи, за ними последовали тюрки, карлуки, уйгуры, каракитаи и монголы. В I в. до н. э. — I в. н. э. и в VII—VIII вв. местные князья были данниками китайских империй Хань и Тан. В 1273 г. здесь был проездом Марко Поло, который отметил наличие в городе несторианских церквей.
В конце XIV века удар по благосостоянию оазиса был нанесён нападением Тимура, после которого усилилась исламизация местного населения (в Кашгаре было 17 медресе, 70 школ, 8 караван-сараев).

### Новое время
В 1755 году Кашгар очутился в подданстве Цинской империи. В 1862 году мусульманское население Кашгарии восстало против цинского владычества, а Магомет Якуб бек Бадаулет разместил здесь столицу своих владений, государства Йеттишар. После его смерти оазис вернулся под руку богдыхана. До 1918 года в Кашгаре располагалось почтовое отделение Российской империи (Русская почта в Китае).
После Синьхайской революции административная единица «Кашгарский регион» (喀什噶尔道) была преобразована в Кашгарский административный район.
Последнее восстание кашгарских мусульман против пекинских властей продолжалось с 1928 по 1937 год. В 1933—1934 гг. город Кашгар был столицей Исламской республики Восточного Туркестана, не получившей международного признания. На базе Кашгарского административного района был сформирован столичный округ. В 1937 году восстание было подавлено с помощью СССР.
В 1943 году Кашгарский административный район был разделён на Район № 3 (新疆第三行政区) с центром в Кашгаре и Район № 10 (Яркенд). После образования КНР (1949 г.) были созданы Специальный район Кашгар и Специальный район Яркенд. В октябре 1952 года в составе Специального района Кашгар был создан Городской уезд Кашгар (喀什市). В 1956 году Специальный район Яркенд был расформирован, а его земли вошли в состав Специального района Кашгар. В январе 1971 года Специальный район Кашгар был преобразован в Округ Кашгар.
В 2008 году в городе произошёл террористический акт, в результате которого погибли 16 полицейских. В 2011 году в ходе двухдневного боя с уйгурскими повстанцами погибло 24 человека. В 2012 году на рынке Кашгара уйгурские боевики напали с ножами на китайцев, в результате чего погибли 10 человек.

## Административное деление
Городской уезд Кашгар делится на 6 уличных комитетов, 2 посёлка и 9 волостей.

## Экономика

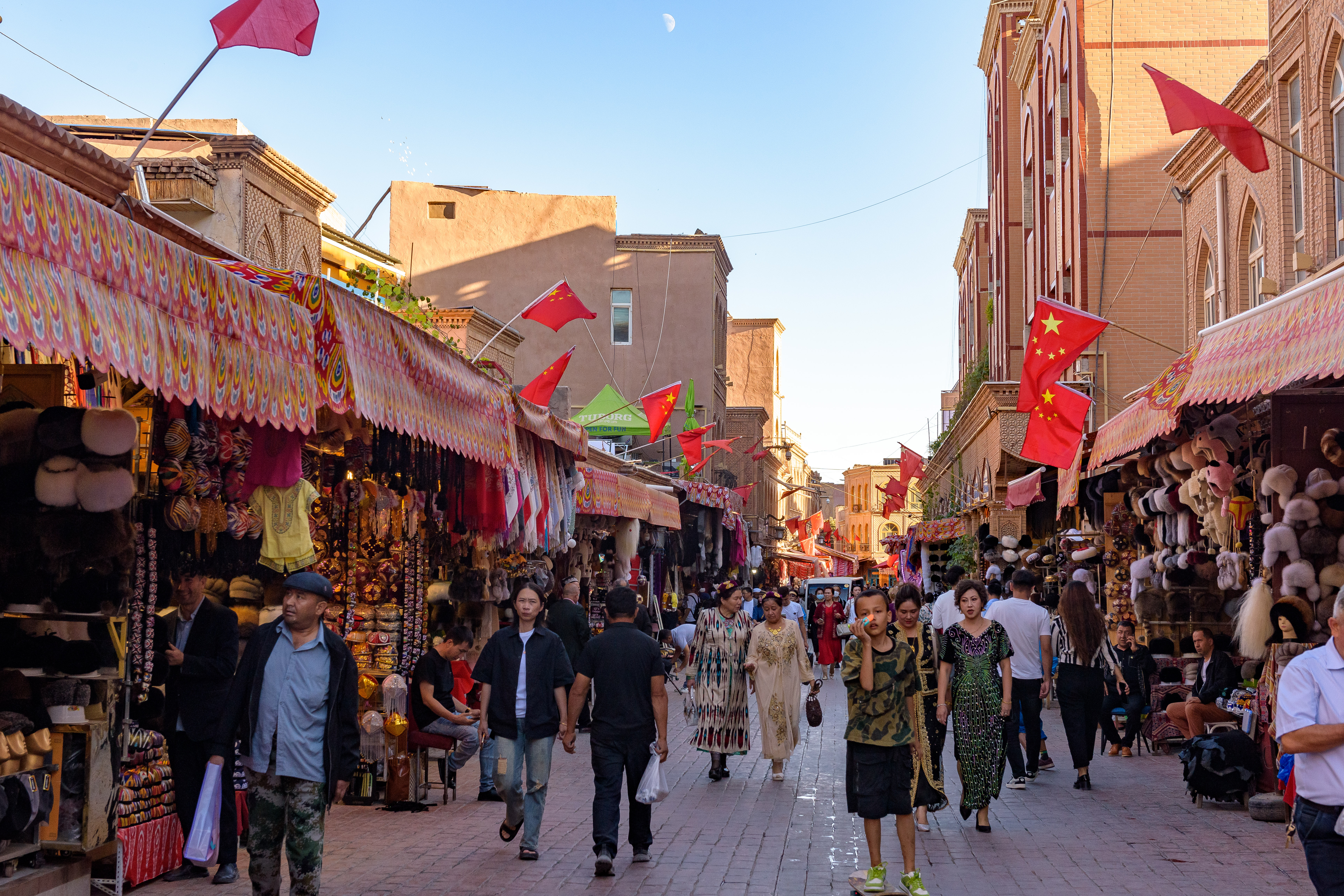
Базар в Старом городе

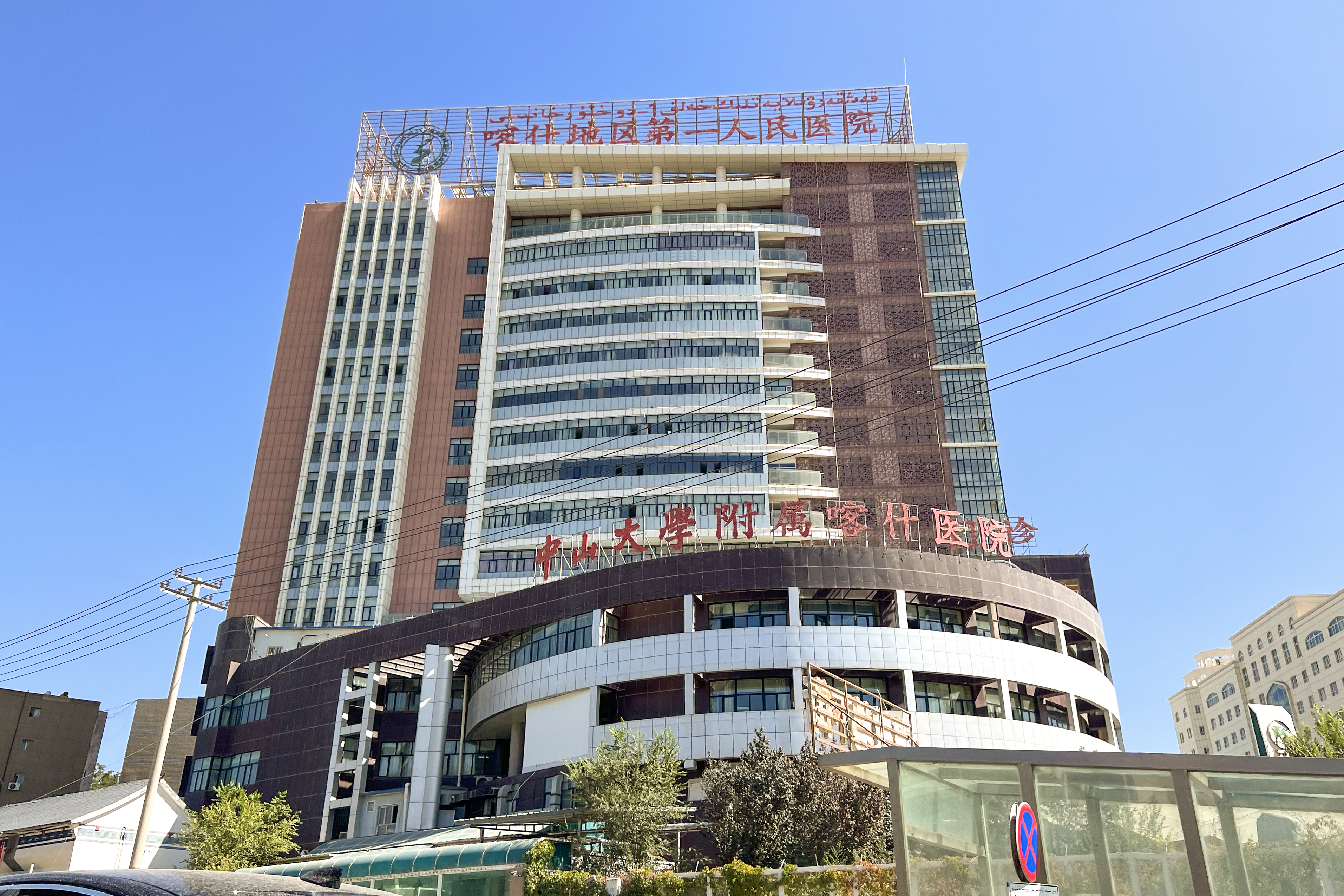
Народная больница №1

В уезде на плодородных землях выращивают рис, хлопок и различные фрукты. Кашгарские ковры пользуются спросом по всему миру. В окрестностях города расположен полиметаллический рудник, в самом городе работают завод компьютеров Donghua Software и ГЭС.
Кашгарская комплексная бондовая зона является важным торговым и логистическим узлом, особенно в области внешней торговли Синьцзяна с Центральной Азией.
В ноябре 2023 года открылась Синьцзянская пилотная зона свободной торговли с отделением в Кашгаре (переработка сельскохозяйственной продукции, обработка импортных ресурсов, обогащение угля, экспорт автомобилей и комплектующих, логистика и сфера услуг).
В городе ежегодно проводится Кашгарская торговая ярмарка, ориентированная на страны Центральной и Южной Азии.

## Транспорт

### Авиационный
Международный аэропорт Каши Лайнин наладил постоянные пассажирские и грузовые рейсы в Урумчи, Бишкек, Пакистан, Москву, Венгрию, Германию и Бельгию. После завершения его реконструкции и расширения в 2023 году, пропускная способность аэропорта возросла до 5 млн человеко-раз и 60 тыс. тонн грузов или почтовых посылок в год.

### Железнодорожный

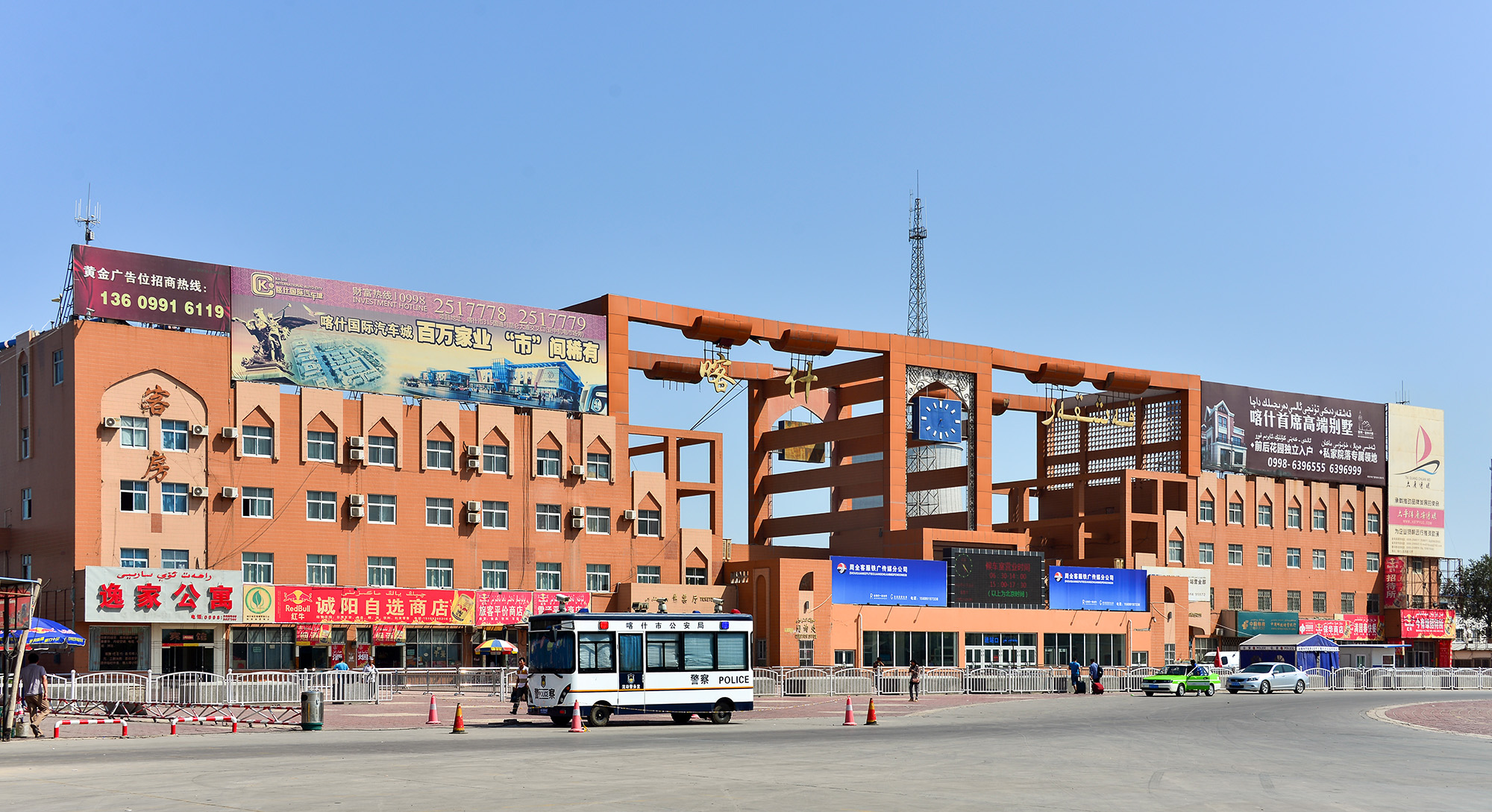
Железнодорожный вокзал

Город стал частью Ланьчжоу-Синьцзянской железной дороги в декабре 1999 года, в процессе прокладки новой трассы в Южный Синьцзян. Это сделало Кашгар самой западной точкой железной дороги в КНР.
С декабря 2008 года началось сооружение 488-километровой железнодорожной ветки до Хотана, которая была сдана в эксплуатацию в декабре 2010 года.
Кроме того, начались проектно-изыскательские работы по расширению железнодорожной сети на соседний Пакистан. В ноябре 2009 года Пакистан и КНР подписали соглашение о создании совместной компании по разработке трансграничной железнодорожной трассы через Хунджерабский перевал.
Предложения по строительству пути в Ош (Кыргызстан) начали обсуждаться ещё в 1996 году. Позднее этот проект правительством Кыргызстана был признан нецелесообразным.

### Автомобильный
Город Кашгар — начало двух национальных автодорог КНР.
- Годао 314 (Урумчи — Кашгар)
- Годао 315 (Синин — Кашгар)

Кроме того, Каракорумское шоссе соединяет Исламабад (Пакистан) с Кашгаром через Хунджерабский перевал. Для пассажирского сообщения с Пакистаном открыто автобусное сообщение. Кроме того, есть выходы на Кыргызстан (через Торугартский перевал и Эркеш-Там). По состоянию на лето 2007 года, Кашгар был связан с Бишкекским западным автобусным вокзалом.

## Достопримечательности
Среди городских достопримечательностей — Ид Ках, крупнейшая по площади мечеть Китая (осн. в VIII в., перестроена в 1442 г.), мавзолей кашгарского правителя Абаха Ходжи и его внучки Ипархан (XVII в.), гигантская статуя Мао Цзэдуна.

## Значение в культуре
Является центром уйгурской культуры и одним из центров культуры Центральной и Средней Азии.
Город Кашгар был использован в игре Severance: Blade of Darkness как священный город варваров и начальная локация для главного героя. Также Кашгар стал прототипом для вымышленного города Ташгар в одиночной кампании в игре Battlefield 4.

## Города-побратимы
- Гилгит, Пакистан (2009)